# Anisadenia
Anisadenia, biljni rod iz porodice lanovki smješten u tribus Lineae. Ovaj mali rod sastoji se od dvije vrste trajnica raširenih od Kine do Himalaja i sjeveroistočne Indije
Rod je opisan u Plantarum vascularium genera secundum ordines ... 2: 96. 1838.

## Vrste
1. Anisadenia pubescens Griff.
2. Anisadenia saxatilis Wall. ex Meisn.

## Sinonimi
- Anisadenia Wall.; Wall., Numer. List no. 1510 (1831), nomen